# Alekšince
Alekšince (hongrois : Elecske) est un village de Slovaquie situé dans la région de Nitra.

## Histoire
Première mention écrite du village en 1156.

## Démographie

### Évolution de la population
| Année:               | 1994. | 2004.   | 2014.   | 2024.   |
| -------------------- | ----- | ------- | ------- | ------- |
| Nombre de personnes: | 1602  | 1708    | 1682    | 1802    |
| Différence:          |       | +6,61 % | -1,52 % | +7,13 % |

| Année:               | 2023. | 2024.   |
| -------------------- | ----- | ------- |
| Nombre de personnes: | 1762  | 1802    |
| Différence:          |       | +2,27 % |